# SAIFI
A villamosenergia-elosztóhálózatok rendelkezésre állásának egyik legfontosabb minőségi mutatója a SAIFI, azaz a System Average Interruption Frequency Index, vagyis a rendszerre jellemző átlagos kiesési gyakoriság mutatója, mértékegysége: kiesés/fogyasztó/év. Számítási módja a következő:
{\displaystyle {\mbox{SAIFI}}={\frac {\sum {\lambda _{i}N_{i}}}{\sum {N_{i}}}}}
ahol {\displaystyle \lambda _{i}} a hibaarány és {\displaystyle N_{i}} az {\displaystyle i} hálózati elemről (helyről) ellátott fogyasztók száma. Másképpen kifejezve,
{\displaystyle {\mbox{SAIFI}}={\frac {\mbox{összes fogyasztói kiesés}}{\mbox{ellátott összes fogyasztó szám}}}}
Rendszerint egyéves időszakot vesznek figyelembe a SAIFI összegzésekor. Az Amerikai Egyesült Államokban az IEEE Standard 1366-1998 írja le a mutatót és számítását, míg például Magyarországon a Magyar Energetikai és Közmű-szabályozási Hivatal (MEKH) határozataiban írja elő a mutatót és szankcionálja be nem tartását. A MEKH adatai szerint 2020-ban országosan 0,835 db/fogy/év volt a villamosenergia-ellátás megszakadása átlagos gyakoriságának értéke.